# Thorleif Holbye
Thorleif H. Holbye (Oslo, 29 de abril de 1893 — 19 de outubro de 1959) foi um velejador norueguês, campeão olímpico. Ele competiu nos Jogos Olímpicos de Verão de 1920 na classe 8 Metre e conquistou a medalha de ouro na disputa realizada segundo as regras de 1907 a bordo do Irene com Carl Ringvold, Alf Jacobsen, Kristoffer Olsen e Tellef Wagle.